# Ocinara ochraceipennis
Ocinara ochraceipennis är en fjärilsart som beskrevs av Stra. Ocinara ochraceipennis ingår i släktet Ocinara och familjen silkesspinnare. Inga underarter finns listade i Catalogue of Life.